# Tiago Gonçalves
Tiago Lisboa Silva Gonçalves (Cascais, 18 agosto 2000) è un calciatore portoghese, difensore o centrocampista dell'Hermannstadt.

## Caratteristiche tecniche
Terzino sinistro, può essere impiegato anche come esterno di centrocampo; ha iniziato a giocare a calcio nel ruolo di ala.

## Carriera
Cresciuto nei settori giovanili di União de Tires e Belenenses, il 30 agosto 2019 passa al Genoa, che lo inserisce nella propria formazione Primavera. Il 2 febbraio 2021 passa in prestito al Real Valladolid B, con cui tuttavia non colleziona presenze. Il 1º agosto seguente firma un biennale con il Messina; dopo una buona stagione a livello individuale con i peloritani, il 26 agosto 2022 viene ceduto al Novara, con cui si lega fino al 2024. Il 31 gennaio 2023 passa in prestito al Pontedera; rientrato ai gaudenziani, il 1º settembre seguente si svincola dai piemontesi e il 15 novembre viene tesserato dal Belenenses, facendo così ritorno nel club di Lisbona dopo quattro anni.
Il 2 luglio 2024 si trasferisce all'Hermannstadt, con cui firma un biennale; dopo un'ottima prima parte di stagione, il 17 febbraio 2025 rinnova fino al 2028 con il club di Sibiu.

## Statistiche

### Presenze e reti nei club
Statistiche aggiornate al 27 marzo 2025.
| Stagione        | Squadra           | Campionato      | Campionato | Campionato | Coppe nazionali | Coppe nazionali | Coppe nazionali | Coppe continentali | Coppe continentali | Coppe continentali | Altre coppe | Altre coppe | Altre coppe | Totale | Totale | Totale |
| Stagione        | Squadra           | Comp            | Pres       | Reti       | Comp            | Pres            | Reti            | Comp               | Pres               | Reti               | Comp        | Pres        | Reti        | Pres   | Reti   |        |
| --------------- | ----------------- | --------------- | ---------- | ---------- | --------------- | --------------- | --------------- | ------------------ | ------------------ | ------------------ | ----------- | ----------- | ----------- | ------ | ------ | ------ |
| feb.-giu. 2021  | Real Valladolid B | SDB             | 0          | 0          | -               | -               | -               | -                  | -                  | -                  | -           | -           | -           | 0      | 0      |        |
| 2021-2022       | Messina           | C               | 20         | 3          | CI-C            | 2               | 0               | -                  | -                  | -                  | -           | -           | -           | 22     | 3      |        |
| 2022-gen. 2023  | Novara            | C               | 15         | 0          | CI-C            | 1               | 0               | -                  | -                  | -                  | -           | -           | -           | 16     | 0      |        |
| gen.-giu. 2023  | Pontedera         | C               | 6          | 0          | CI-C            | -               | -               | -                  | -                  | -                  | -           | -           | -           | 6      | 0      |        |
| nov. 2023-2024  | Belenenses        | SL              | 14         | 0          | TP+CdL          | -               | -               | -                  | -                  | -                  | -           | -           | -           | 14     | 0      |        |
| 2024-2025       | Hermannstadt      | L1              | 29         | 2          | CR              | 3               | 0               | -                  | -                  | -                  | -           | -           | -           | 32     | 2      |        |
| Totale carriera | Totale carriera   | Totale carriera | 84         | 5          |                 | 6               | 0               |                    | -                  | -                  |             | -           | -           | 90     | 5      |        |